# Zespół dziecka kolodionowego
Zespół dziecka kolodionowego (ang. collodion baby) – opisowe określenie schorzeń z grupy rybiej łuski, objawiających się pokrywającą po urodzeniu ciało dziecka błoniastą warstwą, przywodzącą na myśl natłuszczony pergamin lub kolodium.

## Etiologia
Obraz dziecka kolodionowego obserwuje się w następujących jednostkach chorobowych:
- autosomalnie dziedziczona niepęcherzowa wrodzona erytrodermiczna rybia łuska, w tym płód arlekin (50%)
- autosomalnie dziedziczona rybia łuska blaszkowata (10%) spowodowana mutacjami w genie TGM1
- autosomalnie dominująco dziedziczona rybia łuska blaszkowata (rzadko)
- łagodna postać rybiej łuski zwykłej (10%)
- inne (rzadko):
  - trichotiodystrofia
  - zespół Sjögrena-Larssona
  - zespół Nethertona
  - choroba Gauchera typu II
  - wrodzona niedoczynność przytarczyc
  - zespół Conradiego
  - zespół Dorfmana-Chanarina
  - ketoadipiaciduria
  - koraxitrachitic syndrome
  - ichthyosis variegata
  - rogowiec dłoni i stóp z leukokeratozą anogenitalną